# El Tepozán, Jalisco
El Tepozán är en ort i Mexiko.   Den ligger i kommunen San Ignacio Cerro Gordo och delstaten Jalisco, i den centrala delen av landet, 400 km väster om huvudstaden Mexico City. El Tepozán ligger 2 070 meter över havet och antalet invånare är 186.
Terrängen runt El Tepozán är platt åt nordost, men åt sydväst är den kuperad. Runt El Tepozán är det ganska tätbefolkat, med 72 invånare per kvadratkilometer. Närmaste större samhälle är Capilla de Guadalupe, 7,6 km nordväst om El Tepozán. I omgivningarna runt El Tepozán växer huvudsakligen savannskog.